# Friedrich Franz II (fartyg)
Friedrich Franz II, var ett tyskt post- och passagerarångfartyg, som efter en kollision gick under i Östersjön 1849.
Hjulångaren Friedrich Franz II byggdes 1847 på varvet Smith & Rodger i Glasgow i Storbritannien som Earl of Rosslyn för Edinburgh & Dundee Steam Packet Co i Edinburgh, och sattes in som postångare. Hon såldes i maj 1849 till Mecklenburgische Dampfschifffahrtsgesellschaft i Wismar i Tyskland och döptes om till Friedrich Franz II efter storhertigen Fredrik Frans II av Mecklenburg-Schwerin.
På sin första reguljära seglats som tyskt fartyg, från Wismar till Köpenhamn, kolliderade Friedrich Franz II natten mellan den 21 och den 22 juli 1849 med ångaren Lübeck, som gick från Köpenhamn till Travemünde. Hon träffades så olyckligt bakom ena hjulhuset av Lübeck att hon sjönk på 45 minuter, varvid två av sammanlagt sex passagerare omkom.
Vraket upptäcktes 2020 av ett danskt sjömätningsfartyg på 27 meters djup i Kadetrenden och undersöktes i september 2020 av det tyska forskningsfartyget Deneb, som tillhör Bundesamt für Seeschifffahrt und Hydrographie.